# Erwin Menny
Erwin Menny (* 18. August 1893 in Saarburg; † 6. Dezember 1949 in Freiburg im Breisgau) war ein deutscher Generalleutnant im Zweiten Weltkrieg.

## Leben

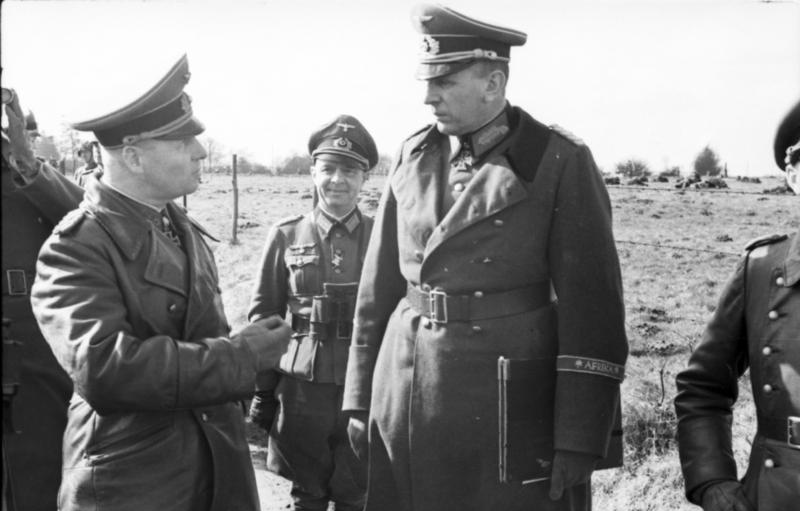
Erwin Menny mit Erwin Rommel, Frankreich, März 1944

Erwin Menny war ein Sohn des Verwaltungsbeamten Max Menny. Er trat Mitte 1912 in das 3. Badische Dragoner-Regiment „Prinz Karl“ Nr. 22 der Preußischen Armee ein und avancierte am 17. Februar 1914 mit Patent vom 21. Februar 1912 zum Leutnant. Er nahm am Ersten Weltkrieg teil und wurde mit beiden Klassen des Eisernen Kreuzes sowie dem Ritterkreuz II. Klasse des Ordens vom Zähringer Löwen mit Schwertern ausgezeichnet.
Nach Ende des Krieges wechselte er in die Reichswehr, 1932 im 18. Reiter-Regiment. In der Wehrmacht wirkte er, seit 1937 Oberstleutnant, als Kommandeur in verschiedenen Einheiten, u. a. mit der Beförderung zum Oberst 1939/40 des neu aufgestellten Schützen-Ersatz-Regiments 81 und 1940/41 des ebenfalls neu aufgestellten Schützen-Regiments 69.
Anschließend wurde Menny Kommandeur der 15. Schützen-Brigade bei der 15. Panzer-Division. Diese stand unter dem Befehl des Deutschen Afrikakorps. Nachdem Generalleutnant Walter Neumann-Silkow tödlich verwundet wurde, war Menny für einige Tage zusätzlich mit der Führung der 15. Panzer-Division beauftragt. Er wurde am 26. Dezember 1941 mit dem Ritterkreuz des Eisernen Kreuzes ausgezeichnet und nahm in der Folge am Unternehmen Theseus und der Eroberung von Tobruk teil. Anfang April 1942 wurde er zum Generalmajor befördert. Im Juli 1942 kehrte er nach Deutschland zurück.
Von Mitte September 1942 bis wohl Ende 1942 war er Kommandeur der 18. Panzer-Division. Als Kommandeur der 387. Infanterie-Division war er von Mai bis Mitte Juli 1943 als Vertretung für Generalmajor Eberhard von Schuckmann tätig. Anschließend war er bis zur Auflösung Anfang November 1943 Kommandeur der 333. Infanterie-Division. Er befehligte den Rückzug der Division nach Saporoschje am Dnepr. Im Oktober 1943, Anfang Oktober 1943 zum Generalleutnant befördert, war er zusätzlich in Vertretung für Generalleutnant Erwin Rauch Kommandeur der 123. Infanterie-Division und anschließend wieder für nicht mal einen Monat Kommandeur der 72. Infanterie-Division. Er gab zum 20. November 1943 das Kommando an Oberst Hermann Hohn ab. Im Zeitraum vom September 1942 bis November 1943 war er an der Ostfront eingesetzt.
Vom 10. Februar 1944 an war er Kommandeur der neu aufgestellten 84. Infanterie-Division, mit welcher er an der Westfront kämpfte. In dieser Position wurde er am 21. August 1944 im Kessel von Falaise gefangen genommen und ging in kanadische, später britische, Kriegsgefangenschaft. in britischer Gefangenschaft kam er nach Trent Park. 1947/48 wurde er aus der Kriegsgefangenschaft entlassen und starb 1949 in Freiburg.

## Dokumentation aus der Kriegsgefangenschaft
Während seiner Zeit in Russland 1943 setzte Menny Disziplin in seiner Einheit auch durch standrechtliche Erschießungen durch. So ließ er einige Soldaten, die ihre Position an der Front während eines russischen Angriffs verlassen hatten, auf der Stelle hinrichten und stellte damit dann in den darauffolgenden Tagen laut eigener Aussage die Disziplin wieder so her, dass die eigene Frontlinie dadurch wieder stabilisiert wurde.
Erwin Mennys Meinung über die Pflicht eines Generals, im Krieg unter keinen Umständen aufzugeben, wurden belegt durch seine Tagebuch-Notizen in US-Kriegsgefangenschaft aus dem November 1944:
„Dennoch bin ich erschüttert, wie wenige von den über 40 Generälen, die ich in der Gefangenschaft kennenlernte, persönlich bis zum Letzten gekämpft haben. Es ist doch einfach selbstverständlich, dass jeder Soldat und natürlich vor allem ein General alles, auch das Aussichtslose noch versucht. Wer Glück hat, dem gelingt auch das Unmögliche. Wie oft bin ich mit meinen Männern aus Kesseln und anderen verzweifelten Lagen herausgekommen, obwohl wir alle längst mit dem Leben abgeschlossen hatten. Und dass ich dieses Mal allein mit zwei Herren nach schwersten Kämpfen unverwundet übrigblieb, das war ein Zufall oder fast ein Wunder. Ich kann darauf verzichten, vom Feind bewundert zu werden, aber es ist mir doch lieber, dass die englischen Zeitungen von mir schreiben, ich hätte mich verbissen und mit unglaublicher Zähigkeit bis zum Äußersten gewehrt und hätte den Tod gesucht, um der Gefangenschaft zu entgehen. Ich werde niemals verstehen können, wie ein General ‚kapitulieren‘ kann.“
Er notierte ebenso, dass er sich weigerte mit erhobenen Händen in die Kriegsgefangenschaft zu gehen. In seinem Tagebuch vermerkte er auch, dass er, weil er nun im Gefangenschaft war, keine Möglichkeit mehr auf das begehrte Eichenlaub zum Ritterkreuz des Eisernen Kreuzes hätte.
In der Kriegsgefangenschaft wurden auch seine Gespräche mit anderen Generälen aufgezeichnet. Seinem ehemaligen Vorgesetzten Erwin Rommel sprach er mehrfach u. a. die militärisch-fachlichen Fähigkeiten ab. Ebenso berichtet er über die Erschießung von kanadischen Soldaten durch die Waffen-SS.
Sein Nachlass mit u. a. den Tagebüchern ist im Bundesarchiv archiviert.